# Dewi Shri

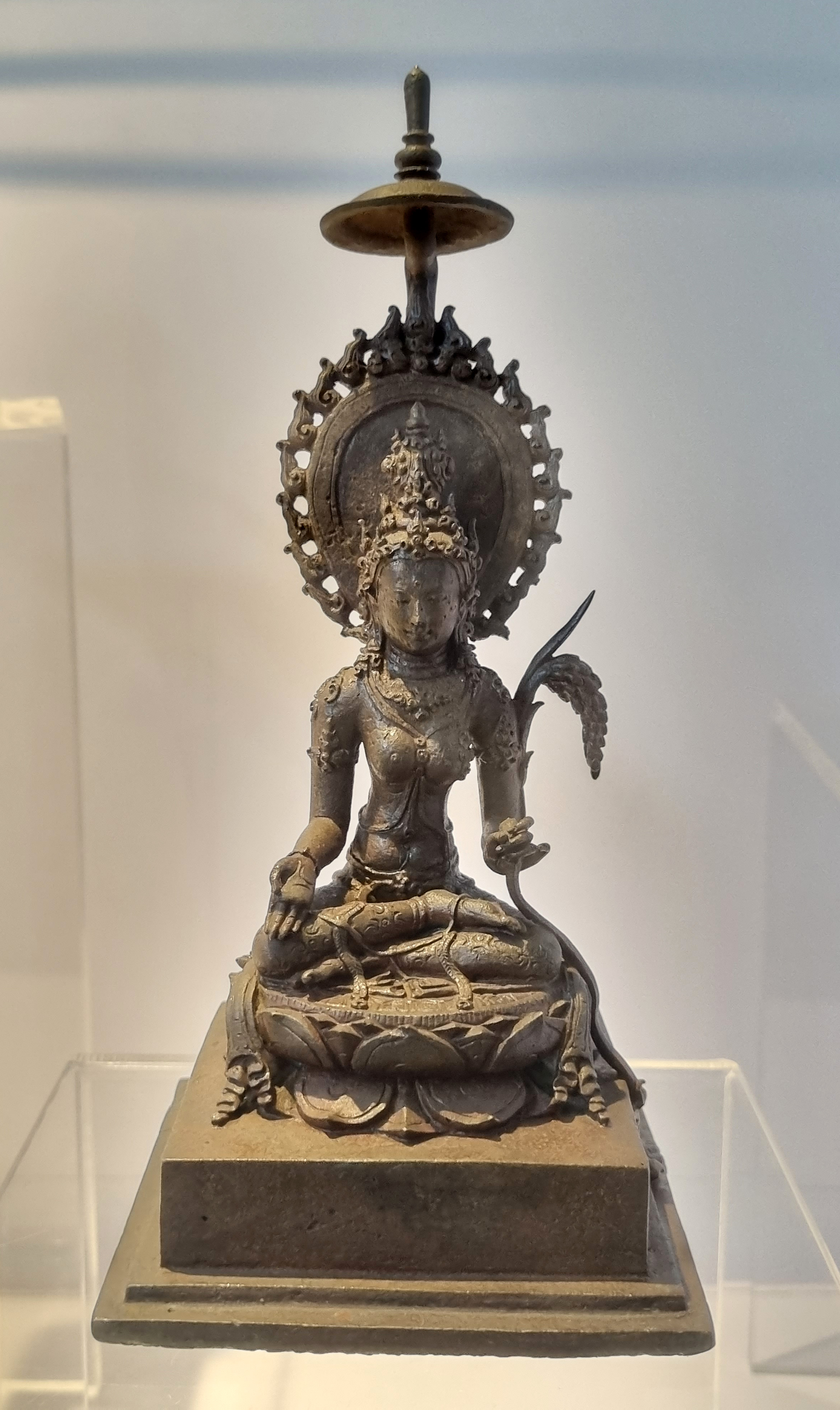
Dewi Sri de Java.

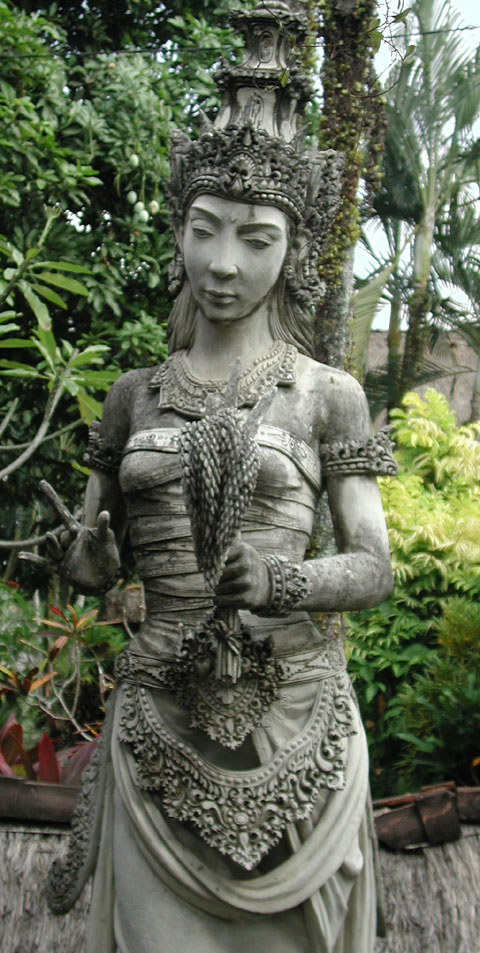
Dewi Sri balinesa.

Dewi Shri o Dewi Sri es la diosa de la fertilidad y del arroz en las islas de Bali, Lombok y Java según la mitología de Indonesia. 

## Origen
El culto a la diosa del arroz tiene su origen en tiempos prehistóricos de la domesticación, desarrollo y propagación del cultivo del arroz en Asia, posiblemente traído por población austroasiática o austronesia que finalmente emigró y se asentó en el archipiélago. Existen mitologías similares, aunque ligeramente diferentes, sobre espíritus del arroz, muy extendidas entre las etnias indonesias y también en los países vecinos.
La mitología de Dewi Sri es originaria de los javaneses y sondaneses, además del hinduismo en el archipiélago desde principios del siglo I. Se la equiparaba con la diosa hindú Sri Laksmí y, a menudo, se la consideraba como una encarnación o una de sus manifestaciones. La diosa también está asociada con la riqueza y la prosperidad.

## Mitología
La leyenda dice que Dewi Sri tiene el dominio sobre el arroz, el alimento básico de los indonesios; de ahí la vida y la riqueza o la prosperidad; muy especialmente por los excedentes de arroz para aumentar la riqueza de los reinos de Java como el reino de la Sonda, Mayapajit y Mataram; y su inversa: pobreza, hambruna, enfermedad (hasta cierto punto). A menudo se la asocia con la serpiente del arrozal (ular sawah).
Según la mitología, tiene la energía del Inframundo y de la Luna y tiene la energía de Gaia y de Terra. Controla los alimentos de la tierra y de la muerte y es considerada la madre de la vida al estar asociada con el origen mítico de la planta del arroz, el alimento básico de la región. Se pueden encontrar ejemplos en el Wawacan Sulanjana.
Dewi Shri también se corresponde con las diosas hindúes Deví y Sri.